# アイドルワイルド・サウス
『アイドルワイルド・サウス』（Idlewild South）は、アメリカ合衆国のロック・バンド、オールマン・ブラザーズ・バンドが1970年に発表した2作目のスタジオ・アルバム。

## 解説
本作のプロデューサーに起用されたトム・ダウドは、その後もオールマン・ブラザーズ・バンドの多数のアルバムを手掛けていく。ただし、「プリーズ・コール・ホーム」のみジョエル・ドーンがプロデュースした。
本作よりディッキー・ベッツの書いた曲も収録されるようになる。ベッツが作曲したインストゥルメンタル「エリザベス・リードの追憶」はライブでも頻繁に演奏されて、『フィルモア・イースト・ライヴ』（1971年）等のアルバムにライブ音源が収録された。「ミッドナイト・ライダー」と「プリーズ・コール・ホーム」は、グレッグ・オールマンのソロ・アルバム『レイド・バック』（1973年）でセルフ・カバーされた。「フーチー・クーチー・マン」はウィリー・ディクスンがマディ・ウォーターズのために書き下ろした曲のカバーで、音楽評論家のBruce Ederはallmusic.comにおいて「白人としては最高の"Hoochie Coochie Man"のカバー」と評している。
オールマン・ブラザーズ・バンドは本作で初の全米トップ40入りを果たし、最高38位に達した。また、1971年には本作からのシングル「リヴァイヴァル」がBillboard Hot 100で92位に達した。

## 収録曲

### Side 1
1. リヴァイヴァル - Revival (Dickey Betts) - 4:03
2. キープ・ミー・ワンダリン[4] - Don't Keep Me Wonderin' (Gregg Allman) - 3:28
3. ミッドナイト・ライダー - Midnight Rider (Allman, Robert Kim Payne) - 2:57
4. エリザベス・リードの追憶 - In Memory of Elizabeth Reed (Betts) - 6:55

### Side 2
1. フーチー・クーチー・マン - Hoochie Coochie Man (Willie Dixon) - 4:54
2. プリーズ・コール・ホーム - Please Call Home (Allman) - 3:59
3. マイ・ブルース・アット・ホーム - Leave My Blues at Home (Allman) - 4:17

## 参加ミュージシャン
- グレッグ・オールマン - ボーカル、オルガン、ピアノ
- デュアン・オールマン - リードギター、アコースティック・ギター、スライドギター
- ディッキー・ベッツ - リードギター
- ベリー・オークリー - ベース、リード・ボーカル (B1)、バッキング・ボーカル (A3)
- ジェイ・ジョハンソン - ドラムス、コンガ、ティンバレス、パーカッション
- ブッチ・トラックス - ドラムス、ティンパニ

アディショナル・ミュージシャン
- トム・ドゥーセット - ハーモニカ、パーカッション